# ميدوري تاكاهاشي
ميدوري تاكاهاشي (10 مارس 1980 بداتا في اليابان - ) هي لاعبة كرة طائرة يابانية. شاركت في دورة الألعاب الآسيوية 2006.

## وصلات خارجية
- ميدوري تاكاهاشي على موقع عالم الكرة الطائرة (الإنجليزية)
- ميدوري تاكاهاشي على موقع الدوري الياباني (مؤرشف) (اليابانية)